# Zegarmistrz (powieść)
Zegarmistrz (ang. The Cold Moon) – powieść Jeffery’ego Deavera, siódma część serii, w której pojawia się Lincoln Rhyme i Amelia Sachs. W Polsce wydana w 2006 roku.

## Fabuła
Nowojorska policja prowadzi śledztwo w sprawie mordercy, który pozostawia na miejscach zbrodni wiersze i zegary odmierzające ostatnie minuty życia ofiar. Stróże prawa zwracają się również do detektywa Rhyme’a i jego partnerki Amelii. Do zespołu dołącza także agentka Kalifornijskiego Biura Śledczego, Kathryn Dance. Sachs prowadzi równolegle inną sprawę, przy której nabiera wątpliwości dotyczących jej współpracy z Lincolnem.